# Gurla Mandhata
Gurla Mandhata, Naimona'nyi lub Memo Nani (chiń. 納木那尼峰 Nàmùnàní Fēng) – siedmiotysięcznik w paśmie Himalajów. Leży w Chinach na terenie Tybetu, nad jeziorem Manasarowar, niedaleko świętej góry Kajlas. Pod względem wysokości jest to 34 szczyt Ziemi.
Pierwszego wejścia na szczyt dokonali w 1985 r. wspinacze z ekspedycji chińsko-japońskiej: Cirenuoji, Jiabu, Jin Junxi, K. Matsubayashi, Song Zhiyu, K. Suita, Y. Suita i T. Wada.